# Grote Prijs van de Wase Polders
De Grote Prijs van de Wase Polders was een eendaagse wielerwedstrijd die in en rond de Oost-Vlaamse gemeente Verrebroek werd verreden. De wedstrijd vond plaats in de lente en werd georganiseerd door de Wielerclub 'Het Vliegend Wiel'. De eerste editie werd georganiseerd naar aanleiding van het 50-jarig bestaan van de vereniging.
Zowel in 2020 als in 2021 kon de wedstrijd niet gereden worden door de overheidsmaatregelen in verband met de Coronacrisis.

## Winnaars
2011 · 2012 · 2013 · 2014 · 2015 · 2016 · 2017 · 2018 · 2019